# Auba
Auba va ser una revista mensual sobre art i literatura creada per Emmanuel Alfonso el novembre del 1901. La revista es va publicar fins a l'abril de 1902, l'any de la seva desaparició.

## Història

### Naixement
La revista va ser creada per Emmanuel Alfonso al novembre del 1901. Aquesta pretenia adreçar-se a les joventuts d'avantguarda i des de la seva primera edició comptava amb la col·laboració d'escriptors de renom com Jacint Verdaguer o Josep Carner. Com a justificació de la creació de la revista, a l'editorial fundacional, Emmanuel Alfonso escriu: “Som els crehuats d'unes noves crehuades desitjosos de conquerir no la ciutat divina possehidora del sepulcre sagrat, sino la tomba ont tenen enterrada a la Bellesa, els eunucs cadavérics de la Vida i is gnomos raquitics de les Arts. I hem d anar a aquesta tomba envolcallada pels esperits malignes, cantan cançons heroiques que is espantin, cançons plenes de goig i d'alegría que Is fassin tremolar com els petons del sol sobre les aigües. I hem d' anar plens de riure; nostres rialles s' han d' escampar pels aires magestuosses i han de fer entreveure als malignes esperits entre ls monótoms nuvols blau- cendrosos un cel d' or i de porpra…” (ALFONSO, Emmanuel; (1901). “Crida als companys”. Auba, revista mensual d'arts i lletres, número 1. Novembre. Pàgina 3).
La revista era mensual i el seu preu era de deu cèntims el número. La subscripció costava una pesseta si residies a Barcelona, una pesseta i mitja per a la resta de la península ibèrica i dos francs en cas que visquessis a l'estranger. 

### Desenvolupament
La revista Auba va publicar-se durant sis mesos sense interrupcions ni suspensions, fins a la seva desaparició. En ella s'hi publicaven mensualment escrits i dibuixos dels col·laboradors, bé podien ser poemes o fragments de prosa. Hi trobàvem crítiques musicals o artístiques, ressenyes d'obres o poemes, narracions, il·lustracions gràfiques, traduccions… No tenia suplements però sí que hi ha un número que va ser una edició especial, el del març de 1902. Es tractava d'una edició doble, ja que també seria el número d'abril d'aquell mateix any. Aquest va ser l'últim número que es va editar d'aquesta revista.
Emmanuel es declara seguidor de la Commedia dell'arte impregnant el vitalisme juvenil i la sensibilitat morbosa de Gabriele d'Annunzio.

### Final
La revista va deixar d'editar-se a l'abril del 1902, després de cinc edicions, l'última doble. Però no hi havia gaire venda ni masses mitjans econòmics. Per això, encara que la revista fos mensual, va deixar d'editar-se ràpidament.

## Relació de directors i col·laboradors
El director de la revista Auba va ser Emmanuel Alfonso, el seu fundador, desde els inicis de la revista fins a la seva desaparició. A partir d'aquí, la llista de col·laboradors és àmplia i heterogènia. En aquesta hi trobem des de complets desconeguts fins a personalitats com Iglésias, Maragall o Ors. A continuació, la llista completa de col·laboradors: Vidal, Plàcid; Alfonso, Emmanuel; “Comabella, Claudi” (Pseudònim d'Emmanuel Alfonso); Oller i Rabassa, Joan; Crehuet, Pompeu; “Montanya, Àngel” (Pseudònim de Pompeu Crehuet); Prat Gaballí, Pere; Viura, Xavier; Zengotita, Xavier; Nogueras Oller, Rafael; Llach, Francesc; Gili i Gay, Narcís; Bas, Josep; Ors, Eugeni d'; Rower, “Charlotte“ (Pseudònim d'Eugeni d'Ors); Maseras, Alfons; Roviralta, Josep M. ; Iglésias, Ignasi; Maragall, Joan; Riquer, Alexandre de.